# متطلبات المهنيين الصحيين
تشير متطلبات المهنيين الصحيين إلى اللوائح التي تستخدمها البلدان للتحكم في جودة العاملين الصحيين الممارسين في ولاياتها وللتحكم في حجم سوق العمل الصحي. تشمل الترخيص والشهادة وإثبات خضوعهم لأدنى حد من التدريب لممارسة المهن الصحية المنظمة.
في نظام الرعاية الصحية، يُطلب من الممارس الصحي الذي يقدم خدمات طبية أو يمارس التمريض أو أنواع أخرى من خدمات الرعاية الصحية تلبية متطلبات محددة وضعتها القوانين التي تحكم ممارسات الرعاية الصحية. يختلف عدد المهن الخاضعة للتنظيم، ومتطلبات الحصول على ترخيص مهني أو شهادة مهنية، ونطاق الممارسة المسموح للفرد بأداءها، وطبيعة العقوبات التي يمكن فرضها في حال عدم الامتثال، باختلاف الولايات.
تملك معظم البلدان طاقم اعتماد في المجالس التنظيمية أو الدوائر الصحية مسؤول عن توثيق شهادة أو ترخيص للعاملين الصحيين وتاريخ عملهم. تختلف عمليات الحصول على الشهادات المهنية والترخيص عبر المهن والبلدان. عادةً لا تحتاج شهادة مزاولة مهنة ما إلى تجديد، بينما يحتاج الترخيص عادةً إلى تجديد دوري بناءً على معايير معينة مثل اجتياز اختبار التجديد، أو إثبات استمرار التعلم، أو العمل في الميدان أو ببساطة دفع رسوم. ينشر معظم مدراء العمل في مجال الرعاية الصحية المتطلبات المحددة للأشخاص الباحثين عن عمل عن طريق مواقع التوظيف والإعلانات والطلبات بهدف التوظيف. تُعتبر ممارسة الرعاية الصحية بدون الترخيص المناسب جريمة بشكل عام.

## متطلبات الممارسة الطبية
تطلب معظم البلدان من الأفراد إثبات التخرج من كلية طبية معترف بها، كالتي تلبي أحد معايير ضمان الجودة في الاتحاد العالمي للتعليم الطبي، كشرط للحصول على شهادة مهنية للعمل كطبيب أو مساعد طبيب.
في الولايات المتحدة، بمجرد الحصول على الدرجة الطبية المناسبة، يمكن للأطباء التقدم للحصول على الترخيص من خلال شهادة البورد.
في الهند، يخضع ممارسو الطب الحديث والطب التقليدي للتنظيم المهني. يخضع الأطباء للتنظيم من قبل المجلس الطبي في الهند، بينما يخضع الممارسون لطب الأيورفيدا وطب السدها والطب اليوناني للتنظيم من قبل المجلس المركزي للطب الهندي.

## متطلبات التمريض
يتوجب على الممرضات القانونيات والممرضات الممارسات المجازات عادةً التخرج من مدرسة التمريض واجتياز اختبار وطني من أجل الحصول على الترخيص. على سبيل المثال، في الولايات المتحدة، يجب على الممرضات اجتياز اختبار ترخيص المجلس الوطني. يجب عليهن بعد ذلك الحصول على رخصة تمريض من خلال تقديم طلب إلى مجلس التمريض المناسب. في أوغندا، يجب على الممرضات إكمال بكالوريوس في علوم المريض أو دبلوم آخر في التمريض معترف به من قبل مجلس الممرضات والقابلات واجتياز اختبارات التأهيل الوطنية؛ تُطلب عدة سنوات من الخبرة العملية في مستشفى أو وحدة صحية أخرى من أجل التأهل للحصول على ترخيص للانخراط في الممارسة الخاصة.
تختلف المتطلبات القانونية ونطاقات الممارسة للممرضات (بالإضافة إلى القابلات والممرضات القابلات) بين البلدان. على سبيل المثال، في بعض البلدان تخضع الممرضات للتدريب ويُسمح لهن تقديم رعاية طارئة لحديثي الولادة، بما في ذلك إعطاء الأوكسيتوسين وإنعاش حديثي الولادة، بينما تكون هذه الوظائف السريرية في بلدان أخرى مرخصة للأطباء فقط.

## متطلبات العلاج التنفسي
يجب على المعالجين التنفسيين أو ممارسي الرعاية التنفسية في العديد من البلدان أن يتخرجوا من كلية أو جامعة معتمدة ومعترف بها، بالإضافة إلى اجتياز اختبار التسجيل قبل أن يتأهلوا للحصول على الترخيص. في الولايات المتحدة، يمنح المعالجون التنفسيون أوراق اعتماد التسجيل أو الشهادة من قبل المجلس الوطني للرعاية التنفسية. يجب الاحتفاظ بأوراق الاعتماد الممنوحة من قبل المجلس الوطني للرعاية التنفسية للحفاظ على رخصة الممارسة، ويجب دفع رسوم كل عامين إلى المجلس الوطني للرعاية التنفسية للحفاظ على أوراق الاعتماد تلك.